# Jan van Haasteren
Jan van Haasteren (født 24. februar 1936), opvokset i Schiedam, Holland, er en hollandsk kunstner og tegneserietegner, der primært er kendt for sine opfindsomme og detaljerede puslespil. 

## Karriere
Jan van Haasteren tog først en bygningsmaleruddannelse på en erhvervsskole, hvorefter han fortsatte på kunstakademiet i Rotterdam. Han har ikke altid villet være tegneserietegner og begyndte derfor med et job som kunstner/illustrator i en stor medievirksomhed, hvor hans primære opgave var at lave plakater. En af hans kunder var den hollandske spilproducent Jumbo, som ikke var særlig imponeret over den første plakat, han leverede. Han fik dog lov til at lave den om og lave den, som han syntes den skulle laves (i et større format). Den nye plakat var Jumbo så imponeret over, at firmaet lige siden har brugt Jan van Haasteren til at tegne motiver til sin største puslespilsserie opkaldt efter kunstneren selv. 

## Puslespil
Jan van Haasterens puslespil er kendt for at være fulde af liv, uheld, bevægelse og humor. Ligeledes sørger han for, at der altid er nogle detaljer, der går igen, som f.eks. hajfinnen eller de "klemte hænder". Jan van Haasteren selv siger, at der er lige over 40 detaljer, der går igen i hans puslespil.
Jan Van Haasteren har lavet mere end 100 puslespil.

## Eksterne sider
- Jumbo.eu

1. ↑  Navnet er anført på engelsk og stammer fra Wikidata hvor navnet endnu ikke findes på dansk.